# Império Serrano Esporte Clube
O Império Serrano Esporte Clube, mais conhecido como Império Serrano, é um clube de futebol do bairro de Madureira, na cidade do Rio de Janeiro. O clube é de propriedade da escola de samba Império Serrano e disputa o Campeonato Carioca - Série C, a quinta divisão estadual. 

## História
No dia 09 de março de 2021, a escola de samba pagou 200 mil reais pela filiação a Federação de Futebol do Estado do Rio de Janeiro.
Em 11 de março de 2021, o Império Serrano se garantiu no Campeonato Carioca da Série C de 2021, estreando em competições oficiais.
Em 31 de maio de 2021, o Glorioso estreou no Campeonato Carioca - Série C(quinta divisão estadual) com uma vitória sobre o Búzios por 1x0, no estádio Ubirajara Reis, em Casimiro de Abreu.

## Estatísticas

### Participações
|  | Participações em 2022 |

| Competição         | Temporadas | Melhor campanha    | Estreia | Última | P | R |
| Série C do Carioca | 2          | 3° colocado (2022) | 2021    | 2022   | – |   |